# Arcturus

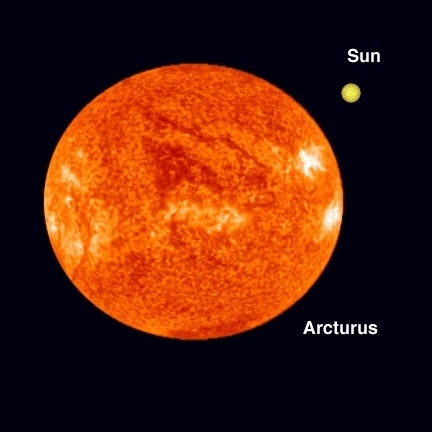
Storleksjämförelse mellan Arcturus och vår egen sol

Arcturus eller Alfa Boötes (α Boötes, förkortat Alfa Boö, α Boö) som är stjärnans Bayerbeteckning, är en stjärna i den norra delen av stjärnbilden Björnvaktaren. Den har en skenbar magnitud på -0,05  och är den starkast lysande stjärnan på den norra stjärnhimlen och den tredje ljusaste på hela natthimlen, efter Sirius och Canopus, vilka båda befinner sig på södra stjärnhimlen (Sirius kan dock ses från större delen av Sverige). Baserat på parallaxmätningar befinner den sig på ett avstånd av cirka 37 ljusår (11 parsec) från solen.
Arcturus är en röd jätte som har en luminositet som är 115-170 gånger större än solens. Den är relativt fattig på tyngre grundämnen och är därför en av de äldsta stjärnorna man kan se med blotta ögat. 
Namnet, som betyder just Björnvaktaren (latiniserat från grekiska Ἀρκτοῦρος, Arktouros, från ἄρκτος arktos, "björn" och οὖρος' ouros, "vakt"), är känt redan hos den klassiske grekiske författaren Hesiodos, och används också för hela stjärnbilden som domineras av denna stjärna. Ett enkelt sätt att hitta Arcturus är att följa en båge som startas av de nedersta stjärnorna i Karlavagnen. Om man fortsätter ännu längre ner kommer man till Spica.
"Follow the arc to Arcturus and drive a spike to Spica" eller "Follow the arc to Arcturus, then speed up to Spica".

## Arcturus och Sverige
Arcturus är landskapet Jämtlands landskapsstjärna och har givit sitt namn till byggnaden Arctura i Östersund.